# Christian Tryde
Just Adam Christian Tryde (født 16. marts 1834 i København, død 6. december 1904 sammesteds) var en dansk læge. Hans far var fætter til Eggert Christopher Tryde.
Tryde tog lægeeksamen 1858 og ansattes 1860 ved sindssygeanstalten ved Slesvig, men fordrevs derfra 1864. Imidlertid var han blevet Dr. med. 1861 ved en afhandling om elektroterapi. 1864—66 var han reservemedikus ved Frederiks Hospital, oprettede 1865 et institut for medicinsk elektricitet i København, var 1869—77 distriktslæge i København, 1875—86 læge ved straffeanstalten på Christianshavn, 1877-86 politilæge i København og 1886-97 stadslæge sammesteds. 
Tryde konkurrerede 1867 med Carl Georg Gædeken og Oscar Storch til professoratet i retsmedicin og hygiejne, dog uden at sejre. Han var medlem af en mængde kommissioner, medlem af Sundhedskollegiet og meget andet. Det blev Trydes opgave som stadslæge at gennemføre en betydelig reform foranlediget ved en ny sundhedsvedtægt. 
Af hans skrifter er de betydeligste hans konkurrenceafhandling om tilregnelighed (1867), Sindssygdom og Strafskyld for dansk Domstol (1901) samt en del afhandlinger om drikkevand og tyfus med mere, der samlede udkom 1886.